# まちかどヒルズ
『まちかどヒルズ』は、2008年4月19日から9月20日まで、奈良テレビで毎月1回、土曜日の12:00 - 12:55（JST）に生放送されていた情報番組である。

## 概要
約2年間にわたって放送された情報番組『いつもどこかで』の後継番組としてスタート。前番組から番組内容のほとんどを継承し、奈良県内各地から地域のイベントや季節の名所など家族で出掛けられるスポットを生中継で紹介していた。また、出演者3人のうち2人が前番組から引き続き出演していたなど、事実上、前番組を月1回の放送に格下げしてスタートさせた番組であった。

## 出演者
☆：前番組『いつもどこかで』にレギュラー出演
- 谷口吉一☆
- 藤井日菜子☆
- 飯室だいご

## 放送時間
- 毎月1回、土曜日 12:00 - 12:55（55分間）